# Taipas do Tocantins
Taipas do Tocantins är en kommun i Brasilien.   Den ligger i delstaten Tocantins, i den centrala delen av landet, 400 km norr om huvudstaden Brasília. Antalet invånare är 1 945.
Omgivningarna runt Taipas do Tocantins är huvudsakligen savann. Trakten runt Taipas do Tocantins är nära nog obefolkad, med mindre än två invånare per kvadratkilometer.